# Хаяти Баба тюрбе
Хаяти Баба тюрбе (на македонска литературна норма: Хајати Баба Турбе; на турски: Hayati Baba Türbe) е османска гробница, намираща се в град Охрид, Северна Македония.
Тюрбето е разположено в комплекса на Зейнел Абедин паша теке. Изградено е в XVIII век за основателя на текето Пир Хаяти Баба и в него са погребани всички шейхове на текето до последния шейх Кадри. Тюрбето е от типа затворени тюрбета. Първата му фаза е с полигонална основа. В нея е погребан Хаяти Баба и им и три други гроба. В XIX век шейх Зекииря догражда на север правоъгълник с барелефи в стил имперски барок в интериора. В новата правоъгълна част са гробовете на девет шейха на текето.